# 白河小峰城
白河小峰城（しらかわこみねじょう）は、福島県白河市（陸奥国白河郡白河）にあった日本の城。単に小峰城ともいう。同市内には別に白川城址も存在するが、地元周辺でも古くから白河城と呼称されるものはこちらの白河小峰城を指す。国の史跡に指定されている。ほか、日本100名城の1つに含まれる。

## 概要
阿武隈川と谷津田川の間に位置する、小峰ヶ岡という丘陵にあった平山城である。東北地方では珍しい総石垣造りの城で、盛岡城、若松城と共に「東北三名城」の1つにも数えられている。本丸と二の丸の一部が残っており、周辺は城山公園として整備され、公園内には結城氏や阿部氏に関する資料を展示した「白河集古苑」がある。本丸帯廓の北側には白河バラ園があったが、東日本大震災による本丸石垣崩落の復旧工事に伴い廃止となった。
縄張りは梯郭式で、阿武隈川を背にした北端に本丸が位置し、本丸の南に二の丸、三の丸と広がっている。また本丸は周囲を帯廓および竹之丸で囲んでいる。二の丸までは総石垣で固められていたが、三の丸からは一部が土塁となっていた。
戊辰戦争でほとんどの建物が焼失し、城址には石垣が残るのみとなっていたが、1991年に本丸御三階櫓が木造により復元された。現在各地の城址で進められている、発掘調査や、図面、古写真等の資料に基づく木造による復元の嚆矢とされている。
2011年（平成23年）3月11日に発生した東日本大震災により石垣等が崩壊したため、三重櫓も含め本丸は立入禁止となっていたが、2015年（平成27年）4月19日に小峰城復興式が開催され復興式終了後に入城可能となった。
2020年、白河市は本丸正面にあった清水門の木造復元を目指し、「小峰城一石城主」プロジェクトを立ち上げた。当初2024年度の完成を目標としていたが、白河市によれば2023年10月20日付で国の復元許可が下りた事から、2024年1月着工2025年度末完成を目指すとしている。

## 歴史

### 近代以前

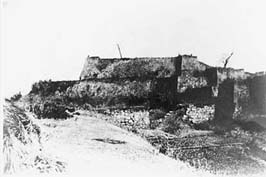
戊辰戦争直後の小峰城

白河小峰城は南北朝時代の興国元年/暦応3年（1340年）に結城親朝が小峰ヶ岡に築城して小峰城と名づけたのが始まりとされる。 この当時は、現在の本丸と三の丸北端の丘陵部が城域で、現在の二の丸付近を阿武隈川が流れており、川に挟まれた細長い丘の上の城だった。
天正18年（1590年）、城主の白河結城氏が豊臣秀吉の奥州仕置により改易されるとこの地は会津領となり、蒲生氏、続いて上杉氏、再度蒲生氏が支配したが、寛永4年（1627年）に丹羽長重が10万石で棚倉城（福島県棚倉町）から移封されると、幕命により寛永6年（1629年）より城郭の大改築に着手、3年の歳月を費やして寛永9年（1632年）に完成した。
この際に阿武隈川は城の北の流れを本流とし、南の河床は埋め立てて二の丸、三の丸が築かれた。また、竹之丸東側の堀切を拡大して本丸を丘陵から切り離し現在の縄張りとなっている。後には、城の西側で南に大きく蛇行していた阿武隈川の流れを北につけかえ、埋め立てた跡地には町屋が形成された。会津藩の出身者が多く住んだ事から、会津町の名が今に残っている。
その後丹羽氏、榊原氏、本多氏、奥平松平氏、越前松平氏、久松松平氏、阿部氏と7家21代の城主の交代があったが、慶応3年（1867年）に最後の阿部氏が棚倉藩に移封された後、白河藩は幕領となり城郭は二本松藩丹羽氏の預かるところとなる。
翌慶応4年（1868年）、白河小峰城は戊辰戦争で奥羽越列藩同盟軍と新政府軍との激しい攻防の舞台となり、5月1日、大半を焼失し落城した（白河口の戦い）。

### 近現代

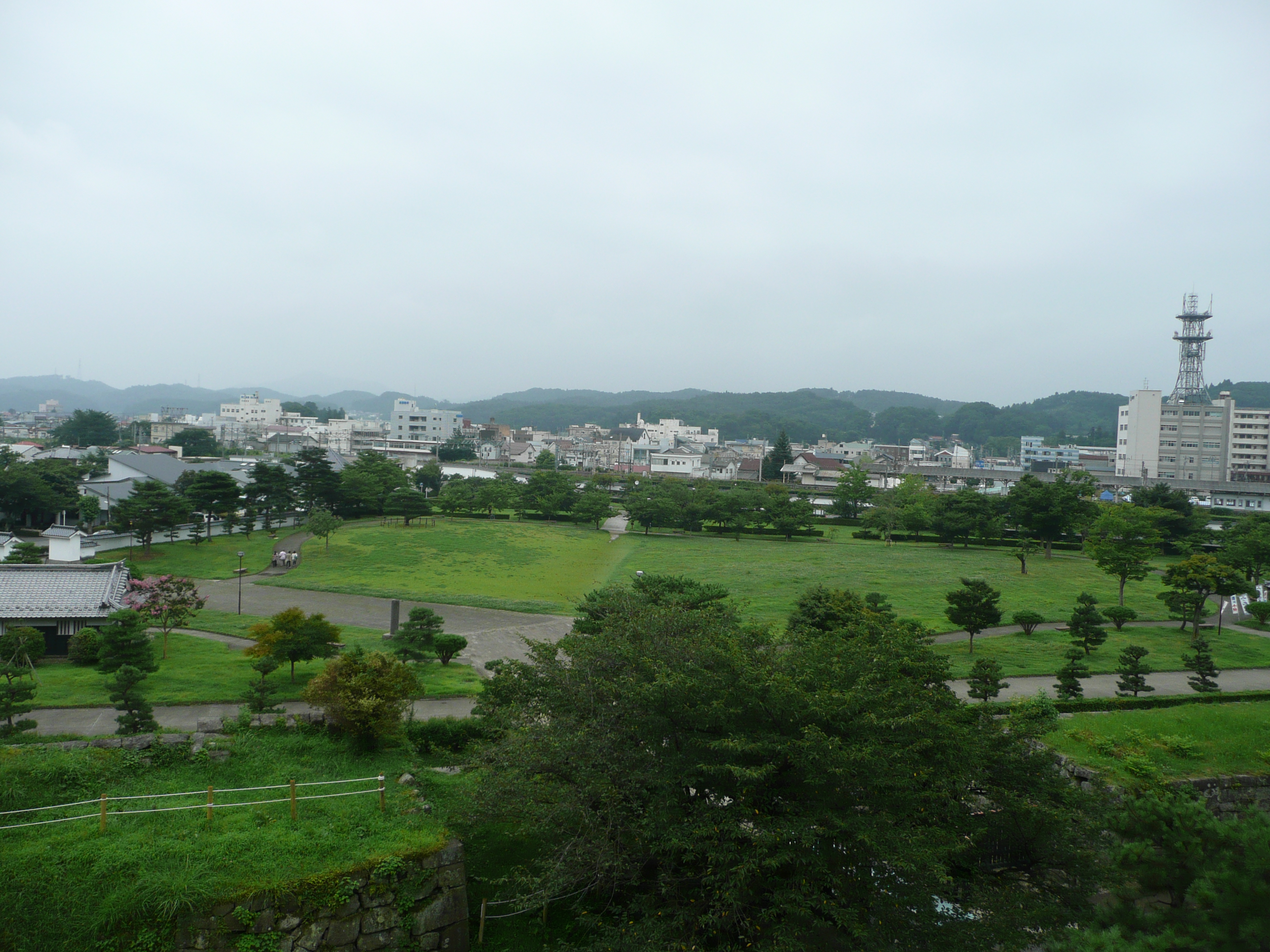
二の丸

1873年（明治6年）1月14日の廃城令では存城処分とされた。城跡には曲輪・土塁・石垣・水堀を残すのみで、二の丸広場は白河町の公園広場として用いられた後1952年（昭和27年）には「白河市営城山球場」として野球場が整備され高さ10ｍ・幅50mほどの石垣がバックスクリーンとして用いられた。1956年（昭和31年）にはセ・リーグ公式戦が1試合・その他2軍戦4試合が行われ野球のほか馬の競り市「白河馬市」や競輪も開催された。
その後史跡公園としての整備方針に伴い1987年（昭和62年）に球場施設を撤去し、1991年（平成3年）に本丸跡に三重櫓（天守に相当）が、1994年（平成6年）に前御門が当時の史料に基づいて復元された。
2006年（平成18年）4月6日、日本100名城（13番）に選定された。
東日本大震災での被害

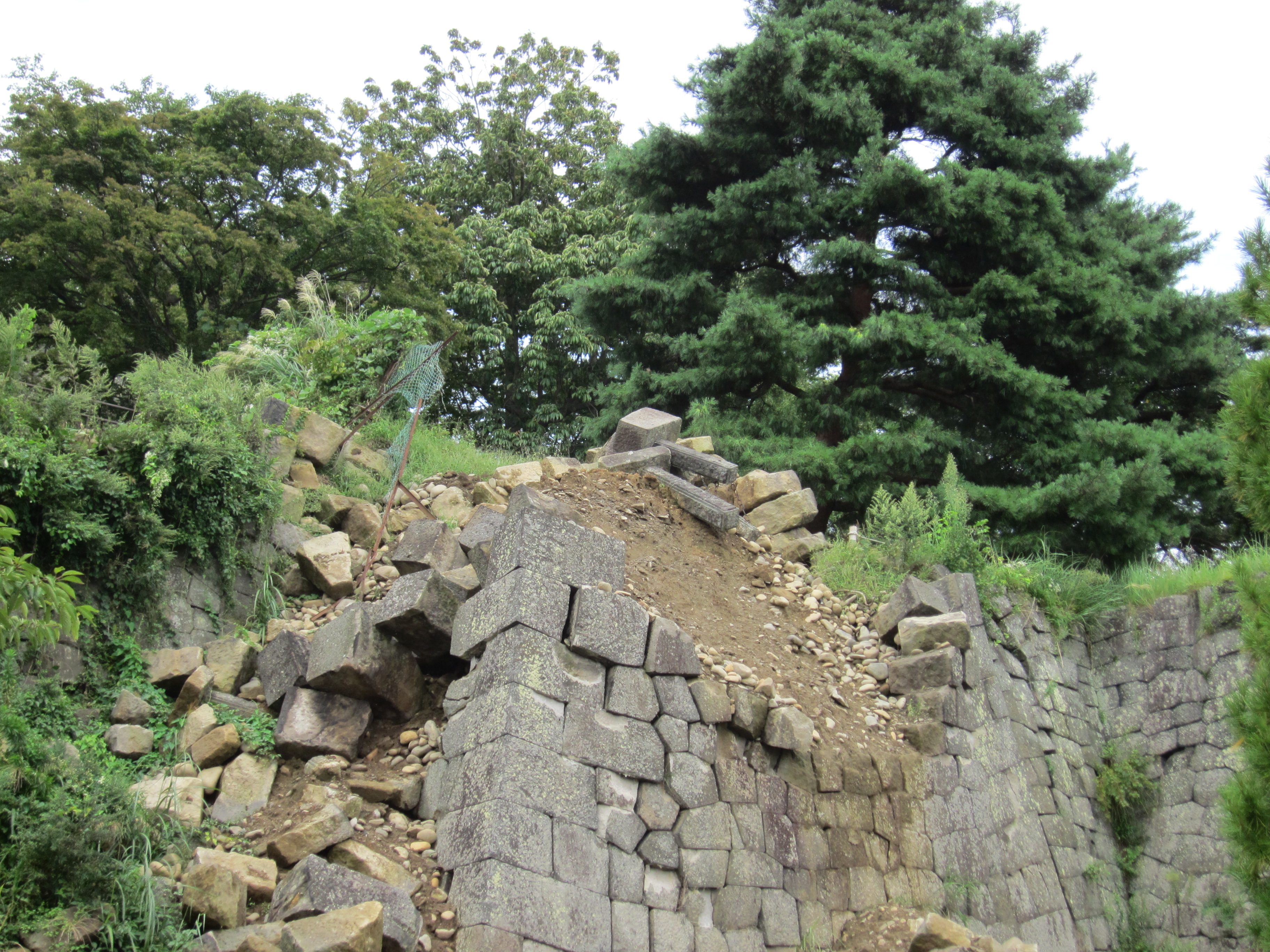
石垣崩壊の様子

2011年（平成23年）3月11日に発生した東日本大震災により、三重櫓の崩壊には至らなかったものの数箇所の石垣・曲輪が崩壊、または積み重ねがゆるむ被害があった。曲輪上にあった白河バラ園や公園・石碑等も崩壊し、震災以後は本丸への立ち入り禁止となった。特に三重櫓下段の曲輪の崩壊被害は大きく、小峰城入口からも確認できた。このほか、公園内売店は一部損傷があったが、城壁前方の芝生や城内に植えられていた桜はおおむね被害は無かった。
2011年秋から修復工事が行われ、修復にあたっては崩れた石を一つずつ図面に起こし、形状を崩落前の石垣の写真と比較してどこの石かを特定し、元の通りに積み直すという作業が続けられた。こうした作業の結果、落とし積みと呼ばれる、特徴的な同心半円形状の石積みも旧状に復することとなった。小峰城石垣修復のノウハウは、熊本城石垣の修復にも活かされるという。
上記のように2015年4月から入城可能となり、2019年4月、鈴木和夫市長が城山公園で石垣修復の完了を宣言した。。なお、白河バラ園は閉園となった。

## 御三階櫓
御三階櫓は1632年（寛永9年）に建てられた複合式層塔型3重3階の櫓で、当時は「三重御櫓」と呼ばれた実質的な天守であった。石垣上端に余裕を持たせ付櫓や2階に出窓を付けた姿は、若松城天守に共通する。黒漆塗りの下見板張りで、風雨にさらされることを考慮して窓を小さく開いている。この三重櫓は1868年（慶応4年）に起こった戊辰戦争によって焼失した。
現在の御三階櫓は1991年に復元された物である。復元天守は昭和期に多数造られたが、それらはみな鉄筋コンクリート造で、外観のみ元に復したもの（外観復元）であった。白河城の三重櫓は木造復元された城郭建築のうち、天守に相当する建物の復元では最初のもので、現在でも数少ない木造復元天守の1つである。戊辰戦争の激戦地となった松並稲荷山の杉を使って復元をしており、中に入り柱をみると弾傷が確認できる。

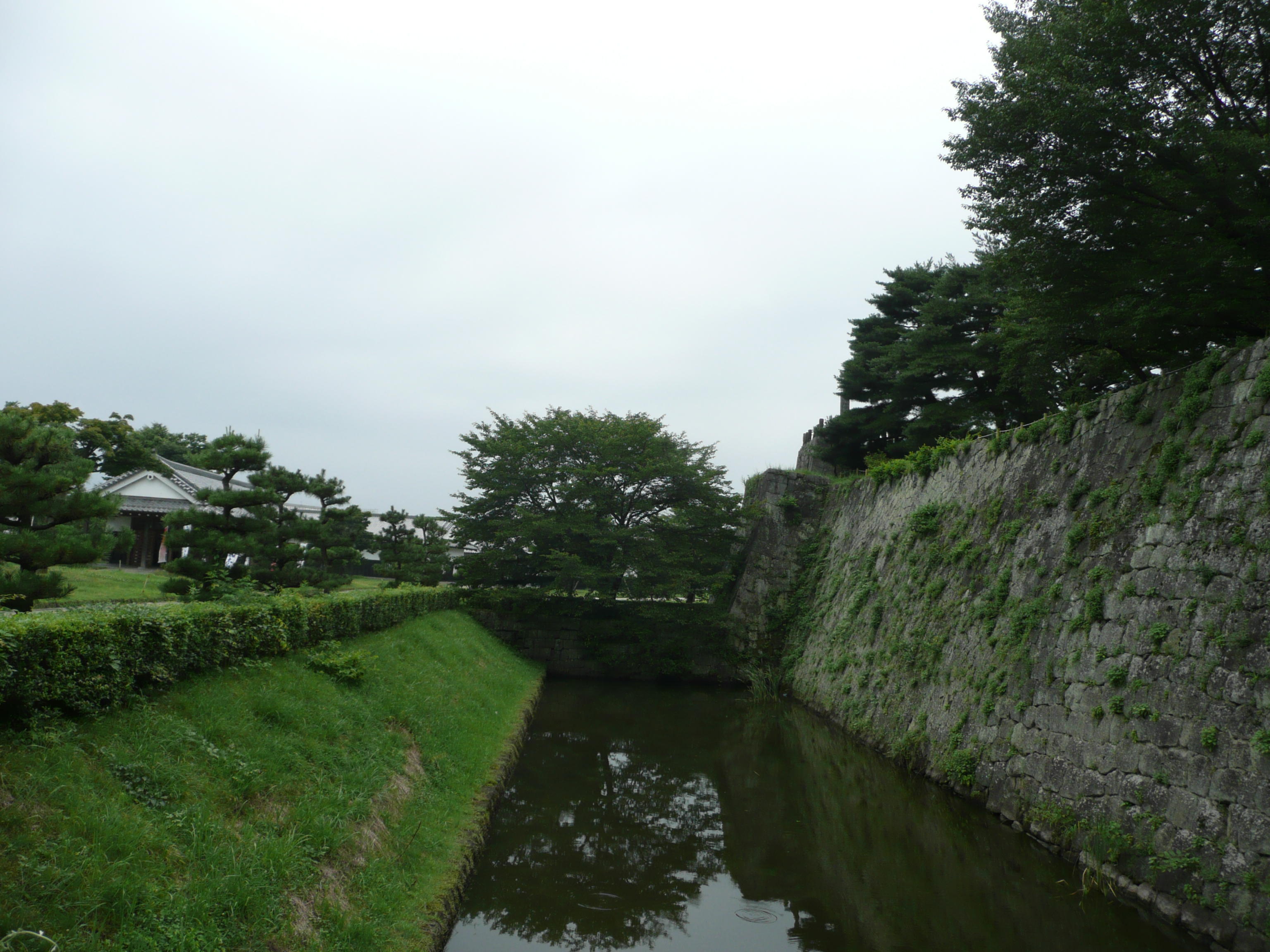
水堀と石垣

### 屋根
雨漏り、腐朽を防ぐため、葺土を用いない引掛桟瓦葺工法を使用している。

### 瓦
瓦の文様は、松平定信の家紋である梅鉢である。

### 石垣
さまざまな大きさの石を積んだ乱積を用いている。石垣は地場産の白河石。火に弱く、火災による劣化が見られる。

大規模な木造建築は日本では建築基準法で原則禁止されているが、白河城では人の立ち入りを想定しない工作物として建築許可を得たのち、完成後に見学者を内部に入れるよう変更した。これは一種の「脱法行為」であるとの観点から問題となったが、後に問題なく立ち入れるようになった。

## 現存建造物
多くの城内の建造物が焼失または破却により失われたが、二の丸入口付近の太鼓門西側に建てられていた太鼓櫓は1873年（明治6年）に民間に払い下げられ、三の丸の紅葉土手に移築された後、1930年（昭和5年）に福島地方裁判所 白河支部の近くに移築され、現在は茶室として利用されている。2度の移築により、建物そのものは改造され原型は大きく損なわれているが、当時の面影を今に伝える唯一の建物遺構である。
2010年（平成22年）8月5日、国の史跡に指定された。

## 伝説
- おとめ桜の伝説

寛永年間に城の大改修を行った際、本丸の石垣が何度も崩壊したため、人柱を立てることになり、人柱にするのはその日、最初に城に来た者ということに決まった。すると、最初に来たのは作事奉行和知半三郎の娘「おとめ」だった。父は必死に「来るな」と手で合図をしたが、逆に「来い」という合図と勘違いしたおとめは捕らえられ、人柱にされてしまった。その後、石垣は無事完成し、おとめが埋められた場所には桜の木が植えられ「おとめ桜」と呼ばれるようになったという。現在三重櫓のすぐ横に植えられているおとめ桜は二代目で、初代は戊辰戦争の時に焼失している。

## ギャラリー

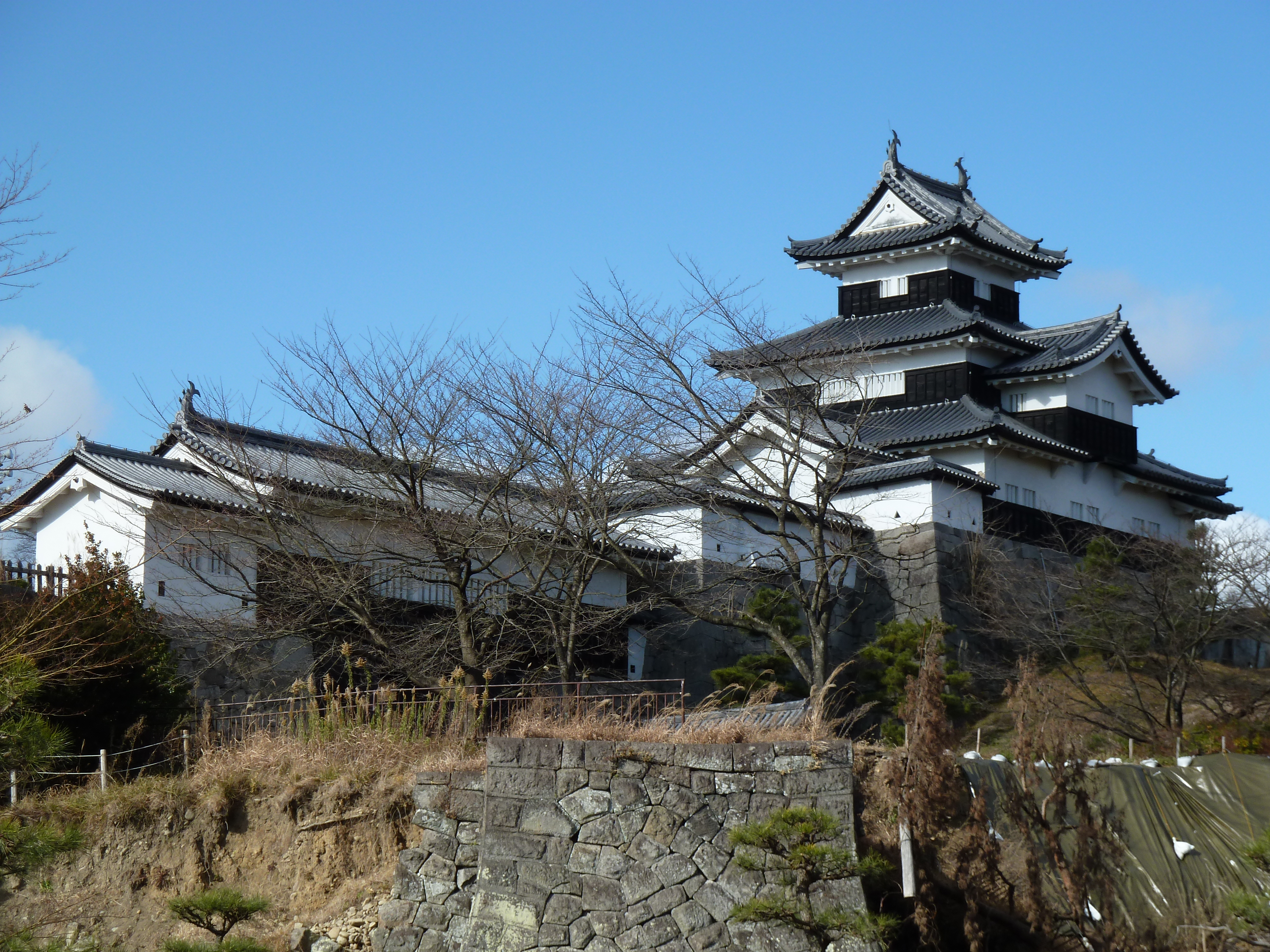
復元された三重櫓と前御門
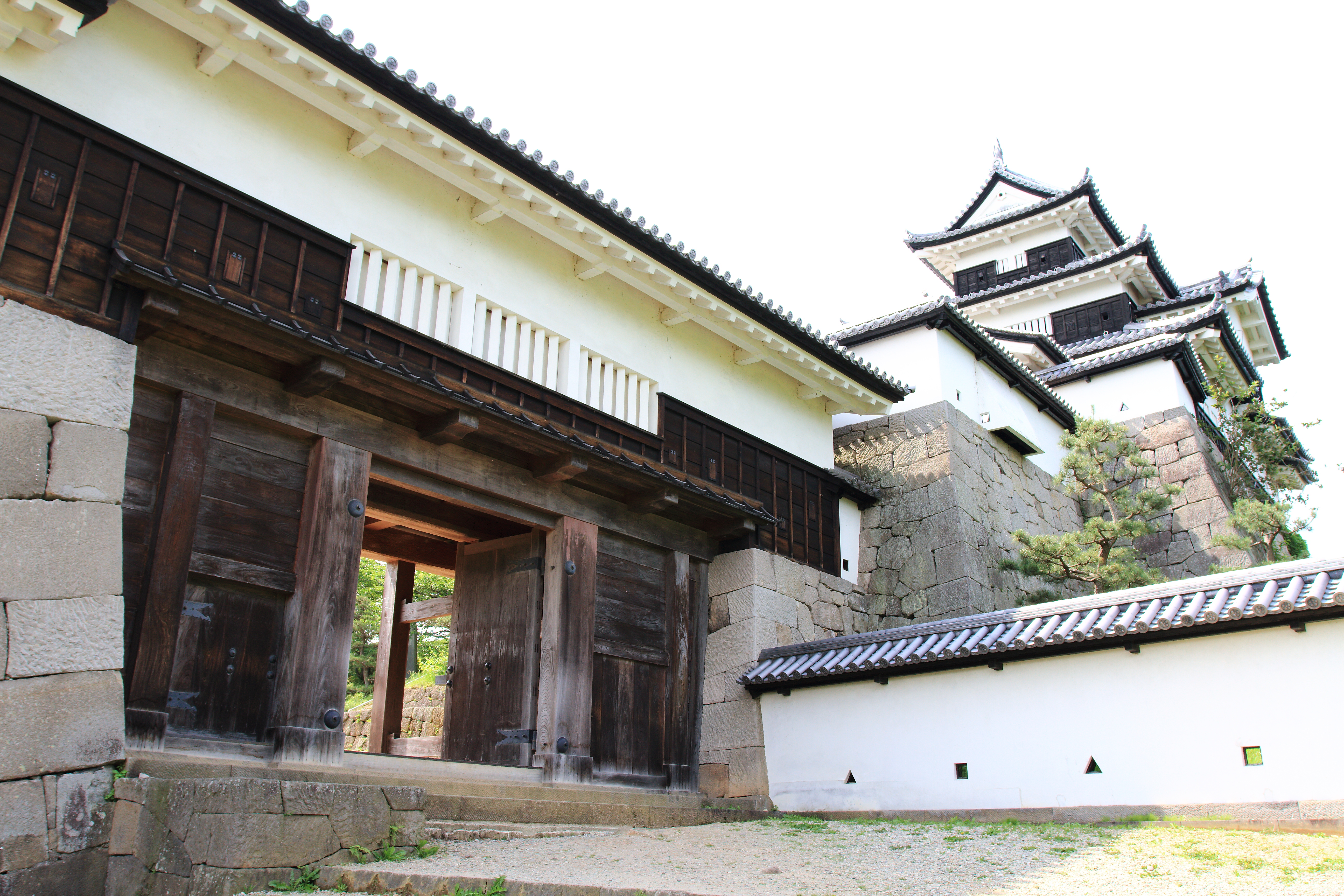
前御門
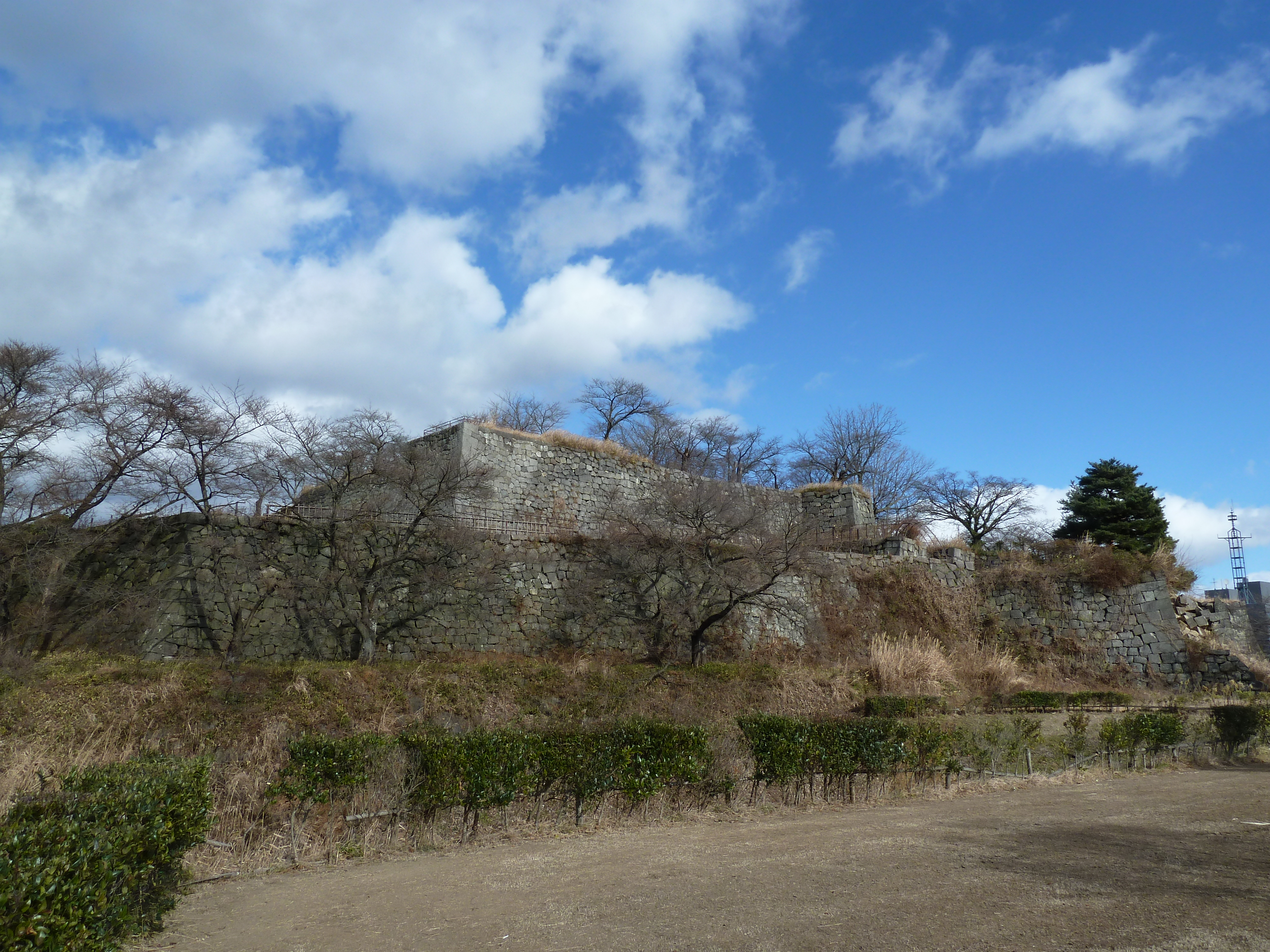
城全体の石垣
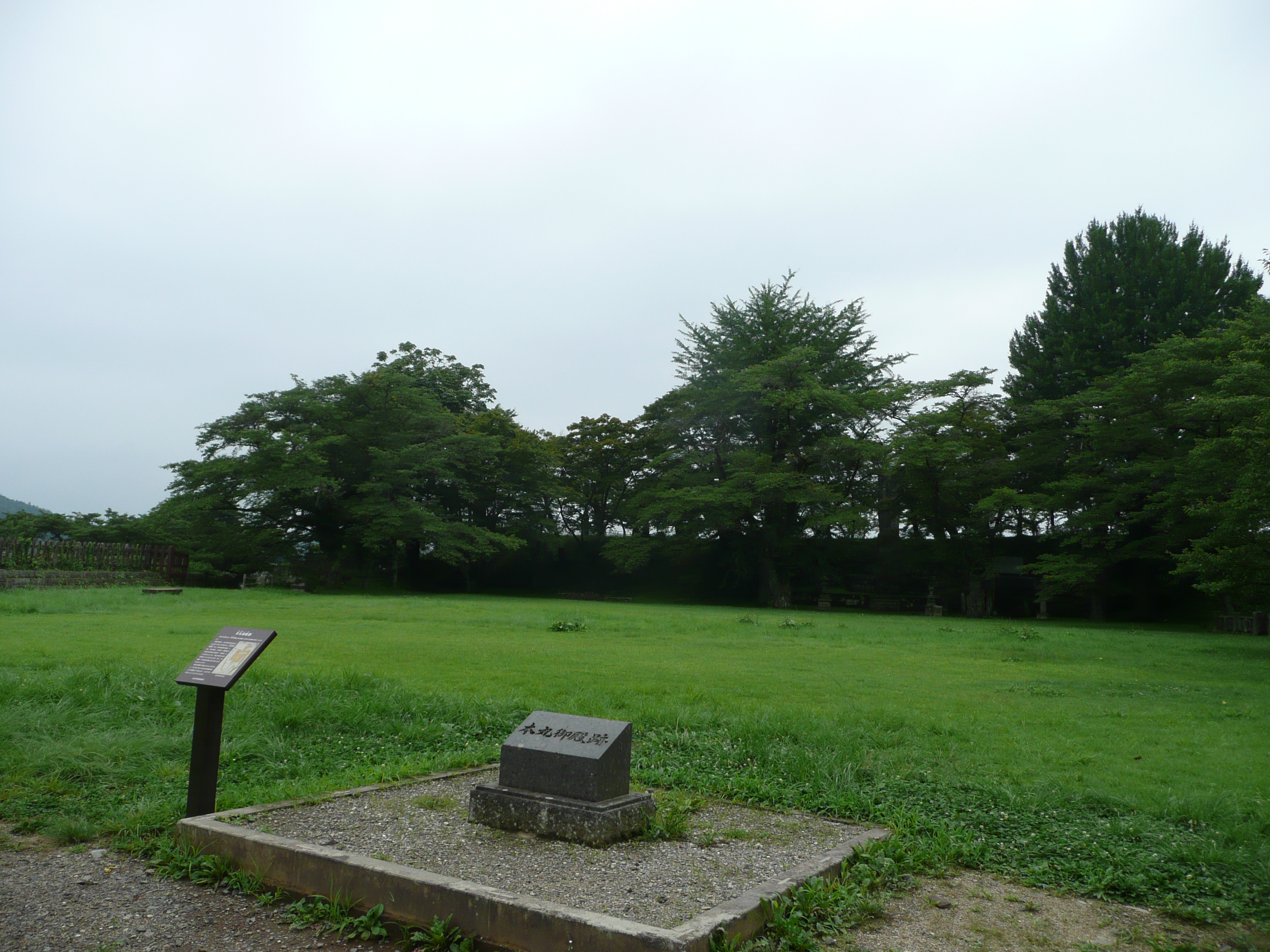
本丸御殿跡
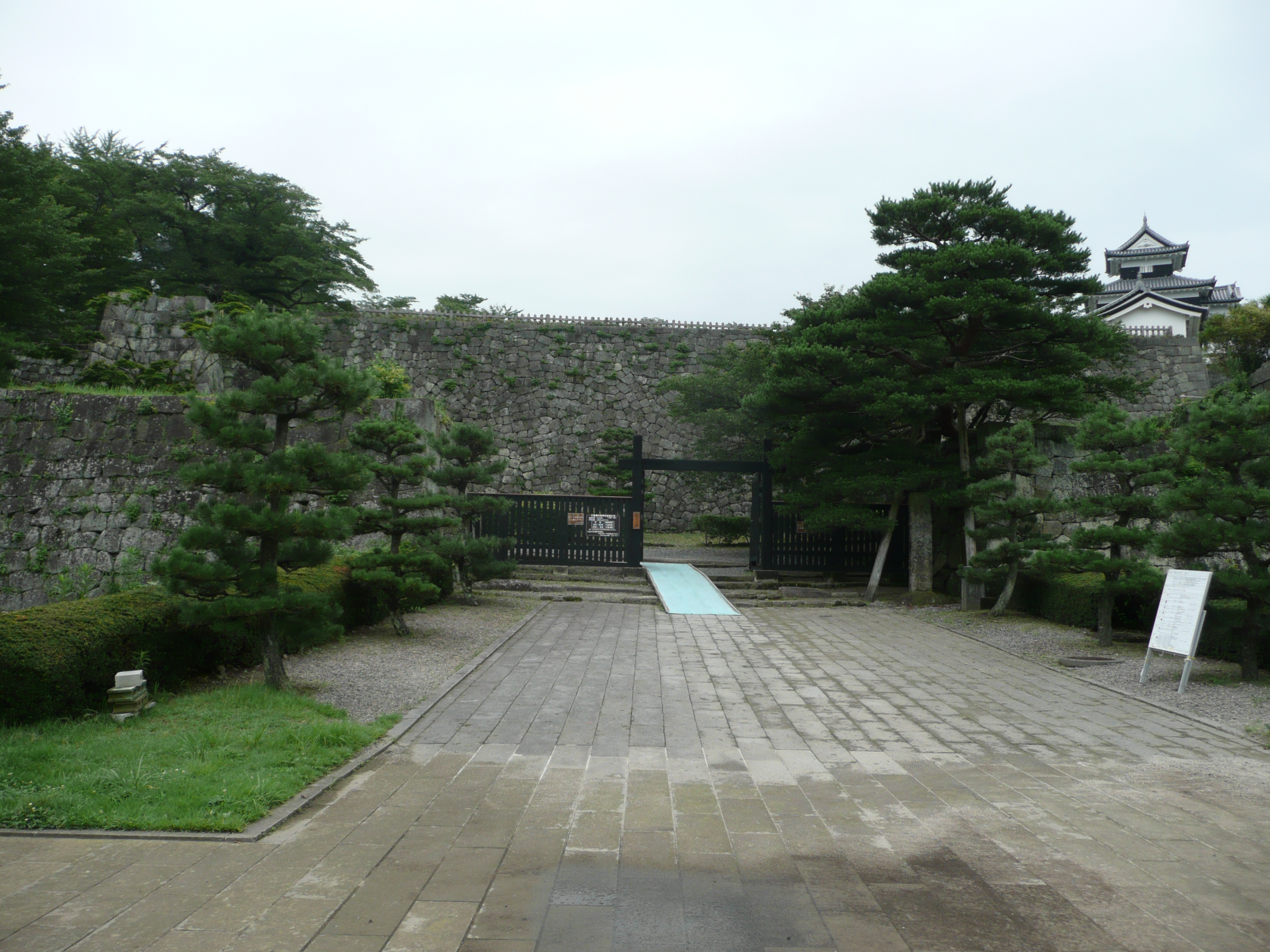
清水御門跡
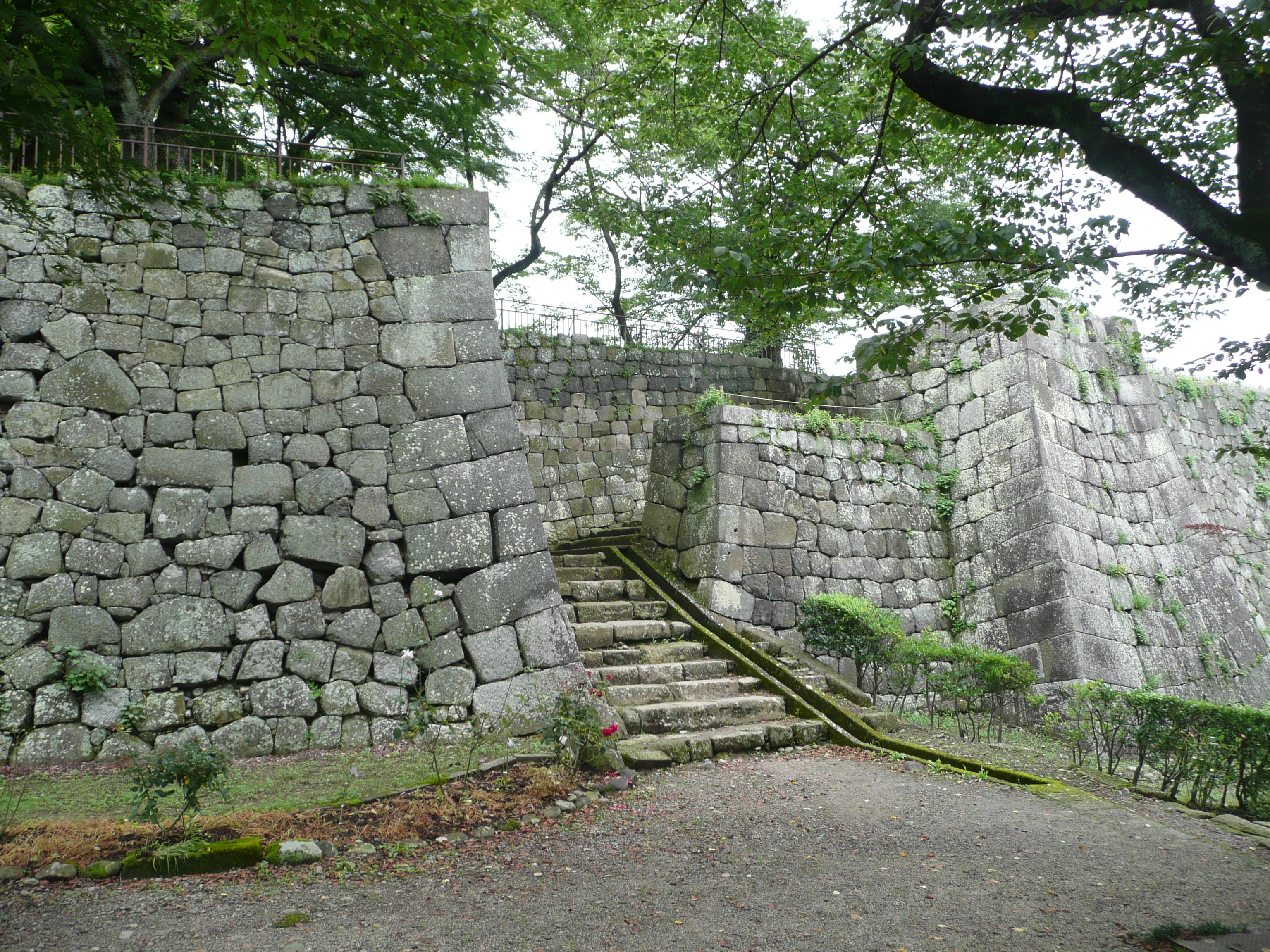
櫻門跡
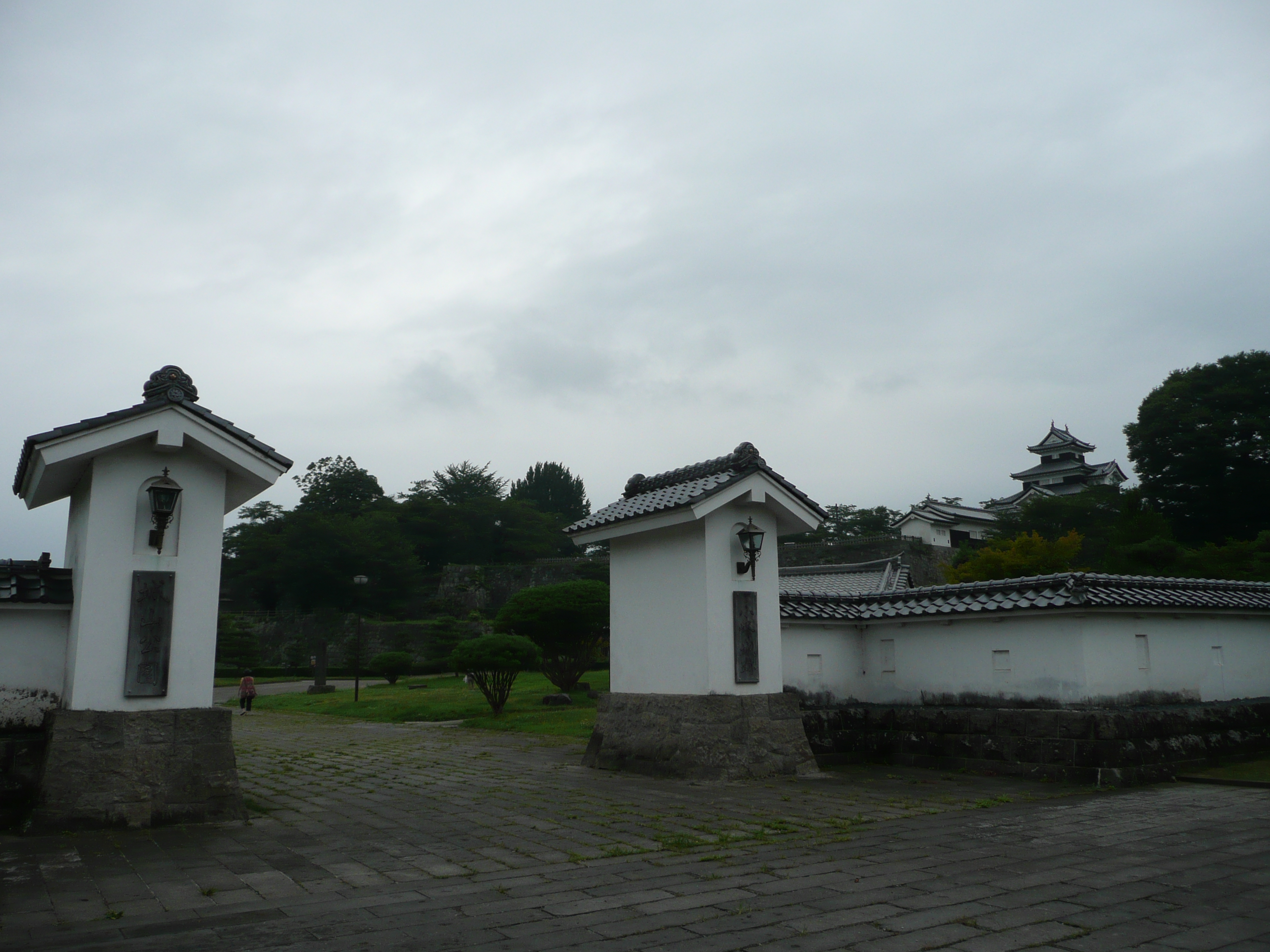
藤門跡から望む三重櫓
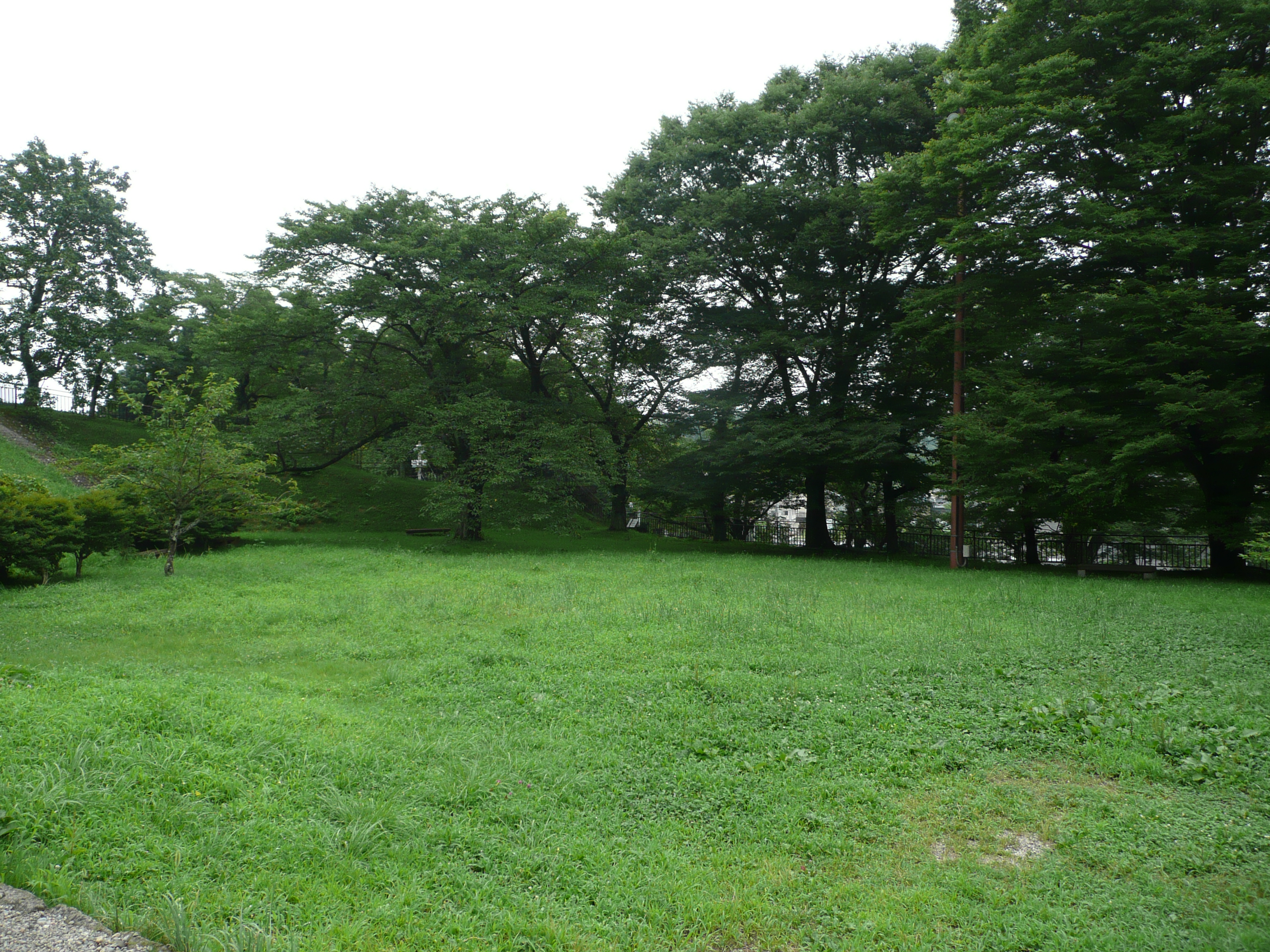
竹の丸
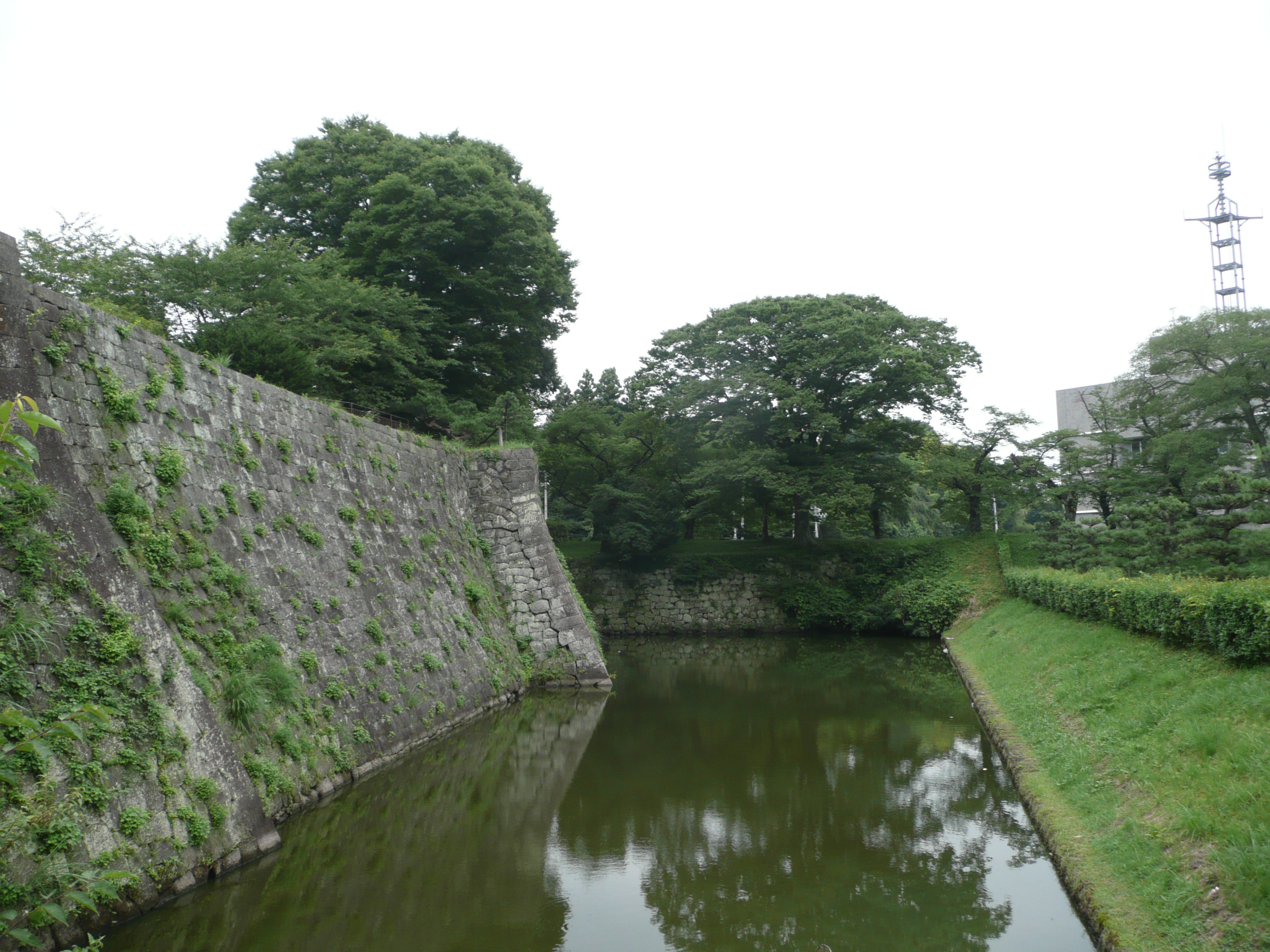
石垣と水堀
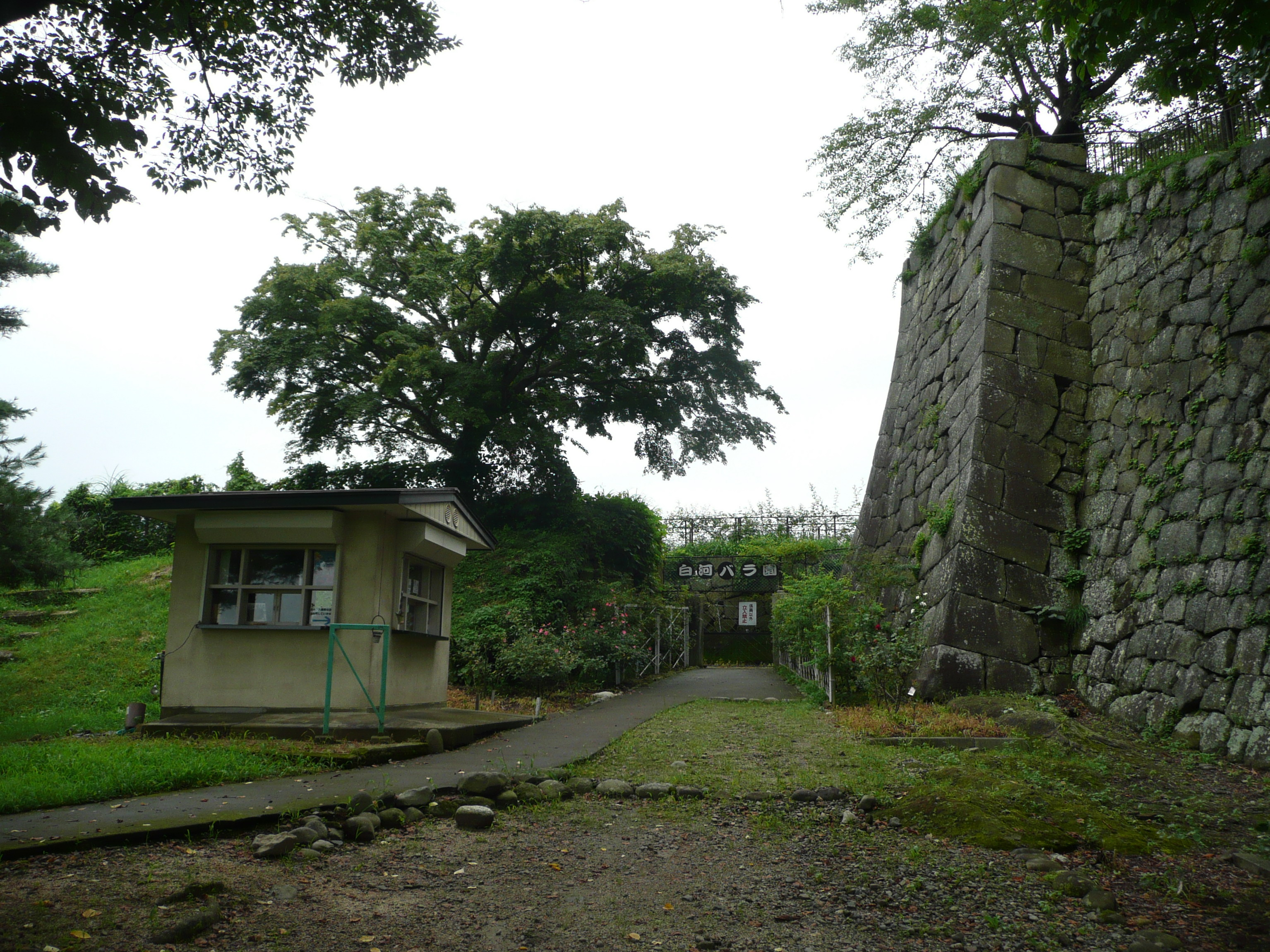
城内にある白河バラ園

## 所在地・交通
- 所在地 : 福島県白河市郭内
- 交通
  - JR東北本線 白河駅から徒歩約10分。
  - JR東北新幹線・東北本線 新白河駅から徒歩約40分。

## 主な登場作品
- 武士の一分 : 撮影が行われた。
- タイムスクープハンター : 2010年5月17日放送（第7回）「われら時の番人」の撮影が行われた。